# Межезьке сільське поселення
Меже́зьке сільське поселення (рос. Межегское сельское поселение) — муніципальне утворення у складі Усть-Вимського району Республіки Комі, Росія. Адміністративний центр — село Межег.

## Населення
Населення — 695 осіб (2017, 797 у 2010, 1049 у 2002, 1357 у 1989).

## Склад
До складу поселення входять такі населені пункти:
| Населений пункт    | Населення, осіб (1989) | Населення, осіб (2002) | Населення, осіб (2010) |
| ------------------ | ---------------------- | ---------------------- | ---------------------- |
| Заручейний, селище | 58                     | 56                     | 33                     |
| Казлук, селище     | 980                    | 744                    | 600                    |
| Межег, село        | 319                    | 249                    | 164                    |